# Francesco Giuffrida
Francesco Giuffrida, né le 1er décembre 1981 à Catane, est un acteur italien.

## Filmographie

### Cinéma
- 1998 : Mon frère (Così ridevano) de Gianni Amelio
- 2000 : Prime luci dell'alba de Lucio Gaudino
- 2000 : La Coupe d'or (The Golden Bowl) de James Ivory
- 2000 : Les Cent Pas (I cento passi) de Marco Tullio Giordana
- 2000 : Christie Malry's Own Double-Entry (en) de Paul Tickell
- 2002 : Hotel Dajti (it) de Carmine Fornari
- 2004 : Vento di terra de Vincenzo Marra
- 2006 : Luce verticale de Salvatore Presti
- 2007 : Two Families de Romano Scavolini

### Télévision
- 2002-2004 : Carabinieri de Raffaele Mertes
- 2006 : Eravamo solo mille de Stefano Reali
- 2014 : Squadra antimafia - Palermo oggi (série télé), épisodé 6X05
- 2015 : Catturandi - Nel nome del padre de Fabrizio Costa